# غرير بن الحسن العيوني
غرير بن الحسن العيوني أميرٌ عيونِيّ حكم القطيف وأوال ما بين (605 - 606 هـ)، انتزع الفضل بن محمد العيوني منه السُّلطة بمساعدة الخلافة العباسية.

### فِهرِس المراجع
1. ↑  المديرس (2002)، ص. 141.

### بَيانات المراجع
الكُتُب مُرتَّبة حَسب تاريخ النَّشر
- عبد الرحمن بن مديرس المديرس (2002). الدولة العُيُونيَّة في البَحْرَيْن: 469-636هـ/1076-1238م. الرياض: دارة الملك عبد العزيز. ISBN:9960-693-81-3. LCCN:2003346798. OCLC:52358413. OL:20126399M. QID:Q118072568.